# Póvoa do Concelho
Póvoa do Concelho ist eine Gemeinde (Freguesia) im portugiesischen Kreis Trancoso. In ihr leben 248 Einwohner (Stand 19. April 2021).